# Aeterni regis
Die päpstliche Bulle Aeterni regis (deutsch: Des Ewigen Königs, so die Anfangsworte, die der Bulle den Namen gaben), die am 21. Juni 1481 von Papst Sixtus IV. ausgegeben wurde, bestätigte den Inhalt des Vertrages von Alcaçovas und somit den kastilischen Besitz der Kanarischen Inseln. Alle weiteren Erwerbungen in Afrika und östlich davon sollten Portugal zufallen.